# Sejong Hill
Sejong Hill är en kulle i Antarktis. Den ligger i Sydshetlandsöarna. Argentina, Chile och Storbritannien gör anspråk på området. Toppen på Sejong Hill är 33 meter över havet.
Terrängen runt Sejong Hill är kuperad åt nordost, men åt sydväst är den platt. Havet är nära Sejong Hill åt sydväst. Trakten är glest befolkad. Närmaste befolkade plats är Escudero Station, 10,9 kilometer väster om Sejong Hill. 